# Петрова Євгенія Олексіївна
Петрова Євгенія Олексіївна (24 грудня 1902 (6 січня 1903), Київ — 17 січня 1989, Київ) — українська радянська актриса. Народна артистка УРСР (з 1947 року). Дружина М. М. Крушельницького.

## Біографія
Народилася 6 січня 1903 року в Києві. З 1919 року почала грати в аматорському драматичному колективі Клубу транспортників у Києві. В 1922 році була актрисою київського українського драматичного театру «Каменярі», очолюваного В. Васильком. В 1923–1925 роках навчалася в драматичній студії театру «Березолі», у 1923–1952 роках працювала у Харківському українському драматичному театрі, у 1952–1959 роках — у Київському українському драматичному театрі імені Івана Франка.
Нагороджена орденом «Знак Пошани», медалями.

Могила Мар'яна Крушельницького і Євгенії Петрової

Жила в Києві. Померла 17 січня 1989 року в Києві. Похована в Києві на Байковому кладовищі поруч з чоловіком (ділянка № 1). Могила охороняється Спілкою театральних діячів України.

## Творчість
Ролі в театрі:
- Марися («Мартин Боруля» Карпенка-Карого);
- Маруся («Дай серцю волю, заведе в неволю» Кропивницького);
- Зінаїда Іванівна («Чому посміхалися зорі» Корнійчука);
- Варвара («Гроза» О. Островського);
- Люба Шевцова («Молода гвардія» за Фадєєвим);
- Джен («Марія Тюдор» Гюго) та інші.

Знялась у фільмах:
- «Трипільська трагедія» (1926, Катя);
- «Кіра-Кіраліна» (1927, мати);
- «Вогненна помста» (1930, дочка).